# Cyclocross-Weltmeisterschaften 2022
Die Cyclocross-Weltmeisterschaften 2022 fanden am 29. und 30. Januar 2022 im US-amerikanischen Fayetteville im Bundesstaat Arkansas statt. Die Weltmeisterschaften wurden damit das zweite Mal nach 2013 in den Vereinigten Staaten ausgetragen. Drei Monate zuvor wurde im Rahmen des Cyclocross-Weltcups 2021/2022 ebenfalls ein Rennen in Fayetteville abgehalten, das Quinten Hermans und Lucinda Brand bei den Herren bzw. Damen gewannen. Schauplatz der Wettkämpfe war der Centennial Park am Westrand von Fayetteville.
Wie schon 2020 wurden sechs Wettbewerbe durchgeführt, in den Kategorien Elite, U23 und Junioren jeweils für Männer und Frauen. Dazu gab es erstmals als Demonstrationswettbewerb eine Mixed-Staffel der Mannschaften. Die gemeldeten Aufgebote umfassten 219 Athleten aus 21 Nationen, die Corona-Krise sorgte jedoch für zahlreiche Ausfälle, so dass letztlich nur 188 Fahrer in die endgültigen Startlisten aufgenommen wurden.
Die Weltmeisterschaft war im Vorfeld von zahlreichen Absagen geprägt. Der dreifache Weltmeister Wout van Aert verzichtete wegen seiner Vorbereitungen auf die Frühjahrsklassiker, während der vierfache Weltmeister und Titelverteidiger Mathieu van der Poel verletzungsbedingt passen musste. Von den übrigen Favoriten mussten Denise Betsema wegen eines Fiebers und Quinten Hermans sowie Annemarie Worst wegen positiver Corona-Tests auf den Flug in die USA verzichten. Auch die italienische Mannschaft verzeichnete zahlreiche coronabedingte Ausfälle, während andere Verbände wegen Corona in Verbindung mit logistischen Problemen von vornherein ihr Aufgebot reduzierten; so meldete die mitfavorisierte niederländische Mannschaft nur zwei Teilnehmer zum Elite-Rennen der Männer.

## Mixed-Staffel
Die Mixed-Staffel wurde erstmals bei Cyclocross-Weltmeisterschaften ausgetragen, allerdings als Demonstrations-Wettbewerb am Tag vor den eigentlichen Wettkämpfen; es fand eine Siegerehrung statt, aber ohne Vergabe von Medaillen oder Regenbogentrikots. Die Mannschaften bestanden aus je zwei Männern und zwei Frauen mit höchstens einem Elite-Athleten pro Geschlecht. Jeder Teilnehmer fuhr dabei genau eine Runde des Parcours. Insgesamt gingen sieben Mannschaften an den Start, davon je zwei Teams aus den USA und Kanada. Es gewann Italien in der Besetzung Samuele Leone, Silvia Persico, Lucia Bramati und Davide Toneatti vor den USA und Belgien.

## Ergebnisse

### Männer
| Platz | Name                   | Zeit    |
| ----- | ---------------------- | ------- |
| 1     | Tom Pidcock            | 1:00:36 |
| 2     | Lars van der Haar      | + 0:30  |
| 3     | Eli Iserbyt            | + 0:32  |
| 4     | Michael Vanthourenhout | + 0:52  |
| 5     | Clément Venturini      | + 0:57  |
| DSQ   | Toon Aerts             | + 1:02  |
| 6     | Jens Adams             | + 1:06  |
| 7     | Laurens Sweeck         | + 1:16  |
| 8     | Kevin Kuhn             | + 1:36  |
| 9     | Daan Soete             | + 1:44  |
| 10    | Toon Vandebosch        | + 1:46  |
|       | …                      |         |
| 17    | Marcel Meisen          | + 2:07  |
| 22    | Gilles Mottiez         | + 3:36  |

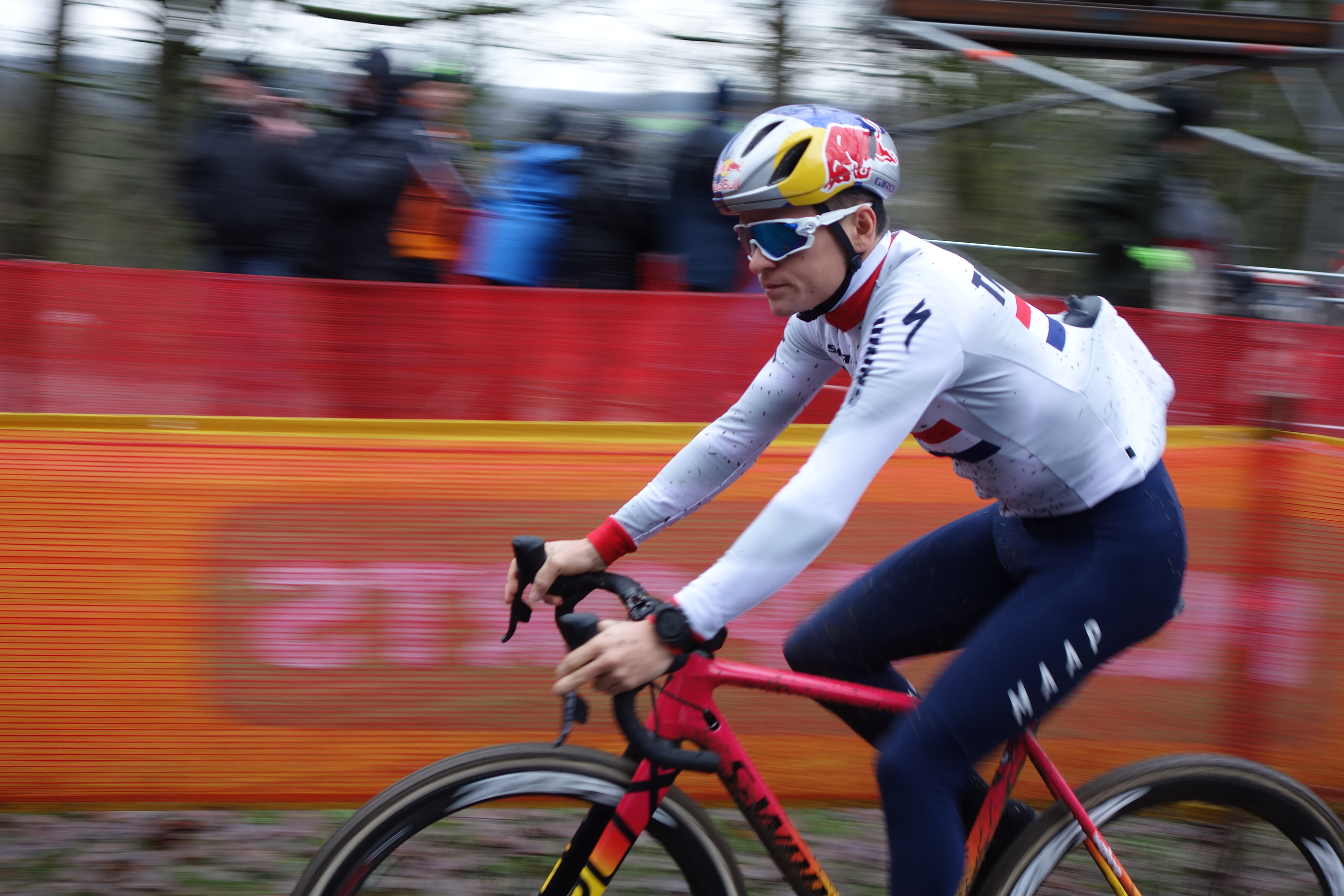
Tom Pidcock

Zeitpunkt: 30. Januar 2022, 14:30 Uhr CST
Das Rennen über 9 Runden wurde von 36 Fahrern aus 14 Nationen bestritten. Nachdem Mathieu van der Poel und Wout van Aert abgesagt hatten, hatte keiner der anwesenden Fahrer zuvor die WM gewonnen. Tom Pidcock nutzte seine Chance, griff in der vierten Runde an und vergrößerte kontinuierlich seine Führung. In der siebten Runde setzte sich Lars van der Haar vom Rest ab, nur Eli Iserbyt blieb hartnäckig an seinem Hinterrad; auf der Zielgeraden hatte van der Haar mehr Reserven und gewann Silber hinter Pidcock, der sich zum ersten britischen Weltmeister in der Elite krönte.
Toon Aerts, der das Rennen ursprünglich auf dem sechsten Platz beendet hatte, wurde später wegen einer im Vorfeld der WM zuvor erfolgten Dopingprobe aus dem Ergebnis gestrichen.

### Frauen
| Platz | Name                       | Zeit     |
| ----- | -------------------------- | -------- |
| 1     | Marianne Vos               | 55:00    |
| 2     | Lucinda Brand              | + 0:01   |
| 3     | Silvia Persico             | + 0:51   |
| 4     | Ceylin del Carmen Alvarado | + 1:04   |
| 5     | Yara Kastelijn             | + 1:05   |
| 6     | Manon Bakker               | gl. Zeit |
| 7     | Maghalie Rochette          | + 1:39   |
| 8     | Hélène Clauzel             | + 1:59   |
| 9     | Inge van der Heijden       | gl. Zeit |
| 10    | Sanne Cant                 | + 2:12   |
|       | …                          |          |
| 12    | Elisabeth Brandau          | + 2:35   |

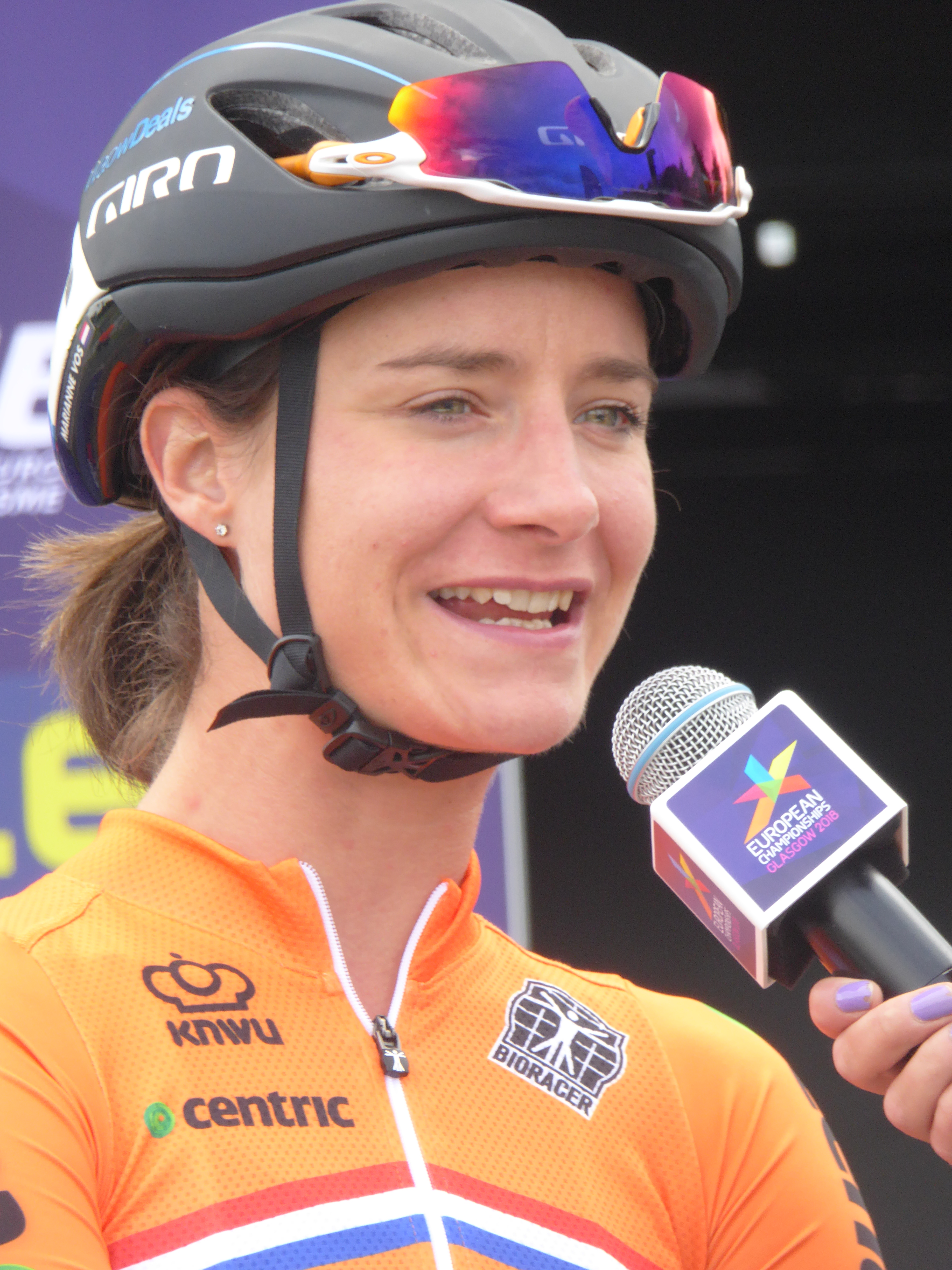
Marianne Vos

Zeitpunkt: 29. Januar 2022, 14:30 Uhr CST
Das Rennen über 7 Runden wurde von 30 Fahrerinnen aus 11 Nationen bestritten. Gleich zu Beginn setzte sich Lucinda Brand an die Spitze und sorgte für hohes Tempo; allein Silvia Persico konnte noch zu der Führungsgruppe mit drei Niederländerinnen aufschließen. Zum Ende der zweiten Runde mussten Alvarado und Persico abreißen lassen, und es kam zum erwarteten Duell zwischen Titelverteidigerin Brand und Altmeisterin Vos. Die beiden ließen einander nie aus den Augen und vermochten die andere auch nicht abzuschütteln. Auf der Zielgeraden hatte Marianne Vos den stärkeren Sprint und gewann – acht Jahre nach ihrem letzten WM-Gewinn und 16 Jahre nach ihrem ersten. Im Kampf um Platz 3 nutzte Persico einen Fehler von Alvarado auf der Schlussrunde und gewann Bronze. Elisabeth Brandau erwischte einen schlechten Start, belegte aber nach langer Aufholjagd mit Platz 12 das für sie – gemessen an den Weltcupergebnissen – beste Saisonergebnis.

### Männer U23
| Platz | Name             | Zeit     |
| ----- | ---------------- | -------- |
| 1     | Joran Wyseure    | 49:21    |
| 2     | Emiel Verstrynge | + 0:13   |
| 3     | Thibau Nys       | + 0:33   |
| 4     | Mees Hendrikx    | gl. Zeit |
| 5     | Cameron Mason    | gl. Zeit |
| 6     | Ryan Kamp        | + 0:38   |
| 7     | Niels Vandeputte | + 0:40   |
| 8     | Pim Ronhaar      | + 1:15   |
| 9     | Gerben Kuypers   | + 1:32   |
| 10    | Jente Michels    | + 1:37   |
|       | …                |          |
| 12    | Dario Lillo      | + 1:55   |
| 19    | Loris Rouiller   | + 3:12   |
| 26    | Jan Sommer       | + 4:32   |
| 27    | Lars Sommer      | gl. Zeit |
| 33    | Pascal Tömke     | + 5:14   |

Zeitpunkt: 29. Januar 2022, 13:00 Uhr CST
Es gingen 41 Fahrer aus 15 Nationen an den Start des aus 7 Runden bestehenden Rennens, das ganz vom Duell zwischen den Teams aus Belgien und den Niederlanden geprägt war; außer diesen konnte sich nur der Brite Cameron Mason im Verfolgerfeld halten. Mitte der zweiten Runde lancierte Joran Wyseure eine Attacke und setzte sich allmählich ab. Die Niederländer, die man wiederholt untereinander gestikulieren sah, konnten sich zunächst nicht auf eine effektive Nachführarbeit verständigen; als sie es doch taten, konnten sie den Vorsprung Wyseures nur bei konstant 15 Sekunden halten. Ausgangs der vorletzten Runde setzte sich Emiel Verstrynge seinerseits vom Verfolgerfeld ab, und Thibau Nys komplettierte im Zielsprint den totalen belgischen Erfolg.

### Frauen U23
| Platz | Name               | Zeit     |
| ----- | ------------------ | -------- |
| 1     | Puck Pieterse      | 46:27    |
| 2     | Shirin van Anrooij | gl. Zeit |
| 3     | Fem van Empel      | + 0:12   |
| 4     | Line Burquier      | + 0:39   |
| 5     | Amandine Fouquenet | + 1:26   |
| 6     | Marie Schreiber    | + 1:49   |
| 7     | Kristýna Zemanová  | + 2:15   |
| 8     | Madigan Munro      | + 2:16   |
| 9     | Katie Clouse       | + 3:03   |
| 10    | Harriet Harnden    | + 3:34   |
|       | …                  |          |
| 21    | Clea Seidel        | LAP      |

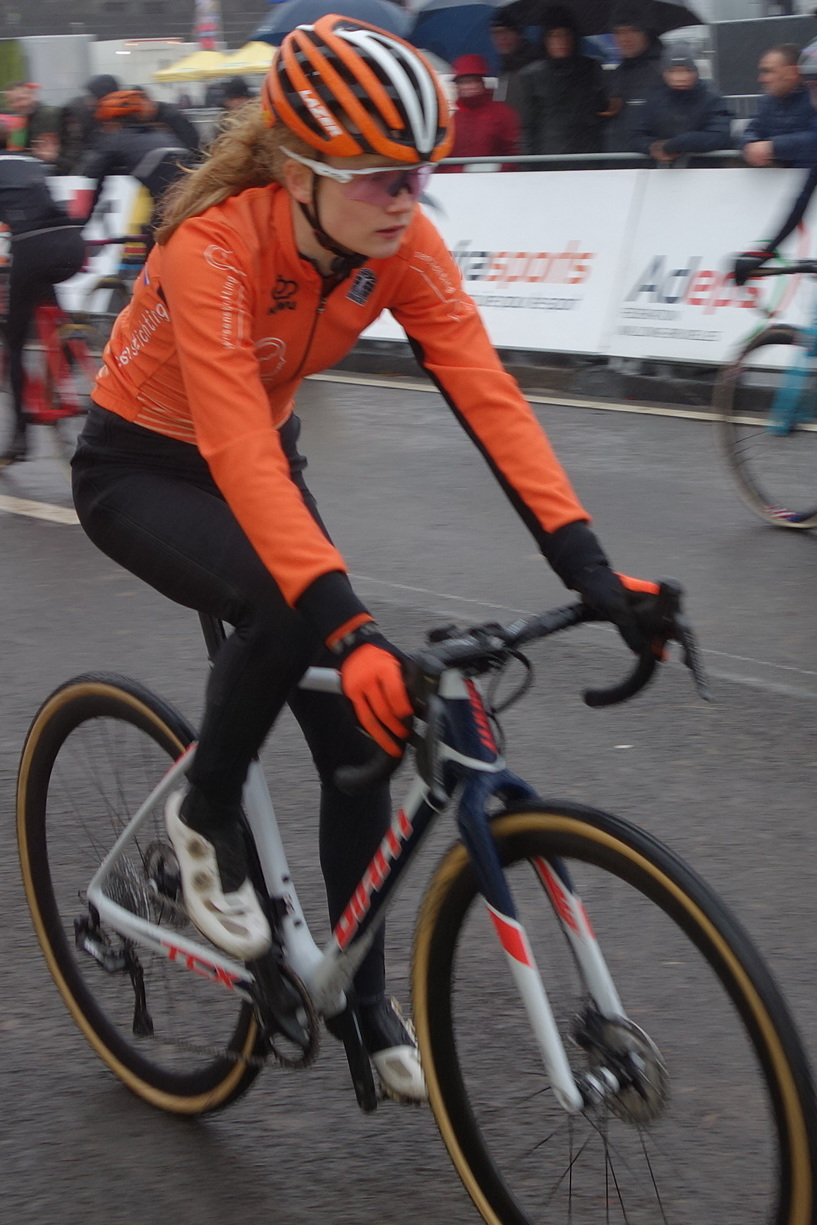
Puck Pieterse

Zeitpunkt: 30. Januar 2022, 13:00 Uhr CST
Das Rennen über 6 Runden wurde von 23 Fahrerinnen aus 12 Nationen bestritten. In der zweiten Runde lancierte Shirin van Anrooij eine Attacke, die zunächst nur Puck Pieterse mitgehen konnte; Fem van Empel schloss in der vierten Runde wieder auf. Hinter dem Führungstrio blieb Line Bourquier stets in Schlagweite; auch die anderen Top-10-Positionen waren zu diesem Zeitpunkt weitgehend vergeben, mit der Luxemburgerin Marie Schreiber an sechster Stelle. In der fünften und sechsten Runde attackierte Pieterse zweimal, zunächst ohne Erfolg. Als van Empel an einem steilen Huckel auf Pieterses Hinterrad auffuhr, sprang ihre Kette ab. Van Anrooij wurde ebenfalls aufgehalten, kam aber nochmal zurück. Auf der Zielgeraden konnte Pieterse van Anrooijs Sprint gerade noch abhalten.
Clea Seidel aus Deutschland erlitt in der vierten Runde einen Defekt und schied wegen Überrundung aus.
Die ursprünglich für Deutschland nominierte Judith Krahl wurde wegen eines positiven Corona-Tests von der Startliste gestrichen.

### Junioren
| Platz | Name                | Zeit     |
| ----- | ------------------- | -------- |
| 1     | Jan Christen        | 43:11    |
| 2     | Aaron Dockx         | + 0:01   |
| 3     | Nathan Smith        | gl. Zeit |
| 4     | Corentin Lequet     | + 0:20   |
| 5     | Andrew August       | gl. Zeit |
| 6     | Viktor Vandenberghe | + 0:33   |
| 7     | Wies Nuyens         | + 0:35   |
| 8     | Ian Ackert          | + 0:39   |
| 9     | David Haverdings    | + 0:41   |
| 10    | Daniel Nielsen      | + 0:49   |
|       | …                   |          |
| 22    | Silas Kuschla       | + 1:57   |

Zeitpunkt: 30. Januar 2022, 11:00 Uhr CST
33 der 34 gemeldeten Fahrer aus 15 Nationen gingen an den Start des Rennens über 6 Runden. Der Niederländer David Haverdings, der den Weltcup dominiert hatte, stürzte anfangs der zweiten Runde in der Abfahrt und fiel weit zurück. Die Führungsgruppe dünnte sich langsam aus, bis nach vier Runden ein Trio bestehend aus dem Schweizer Jan Christen, dem belgischen Europameister Aaron Dockx und dem Briten Nathan Smith übrig war, die auch den Zielsprint bestritten. Christen konnte Dockx überholen und gewann den ersten WM-Titel für die Schweiz seit 1998.

### Juniorinnen
| Platz | Name                | Zeit     |
| ----- | ------------------- | -------- |
| 1     | Zoe Bäckstedt       | 41:16    |
| 2     | Leonie Bentveld     | + 0:32   |
| 3     | Lauren Molengraaf   | + 0:57   |
| 4     | Ella Maclean-Howell | + 1:06   |
| 5     | Federica Venturelli | + 1:09   |
| 6     | Lilou Fabrègue      | gl. Zeit |
| 7     | Ava Holmgren        | + 1:38   |
| 8     | Isabella Holmgren   | + 1:49   |
| 9     | Alma Johansson      | + 1:57   |
| 10    | Julia Kopecký       | + 2:03   |

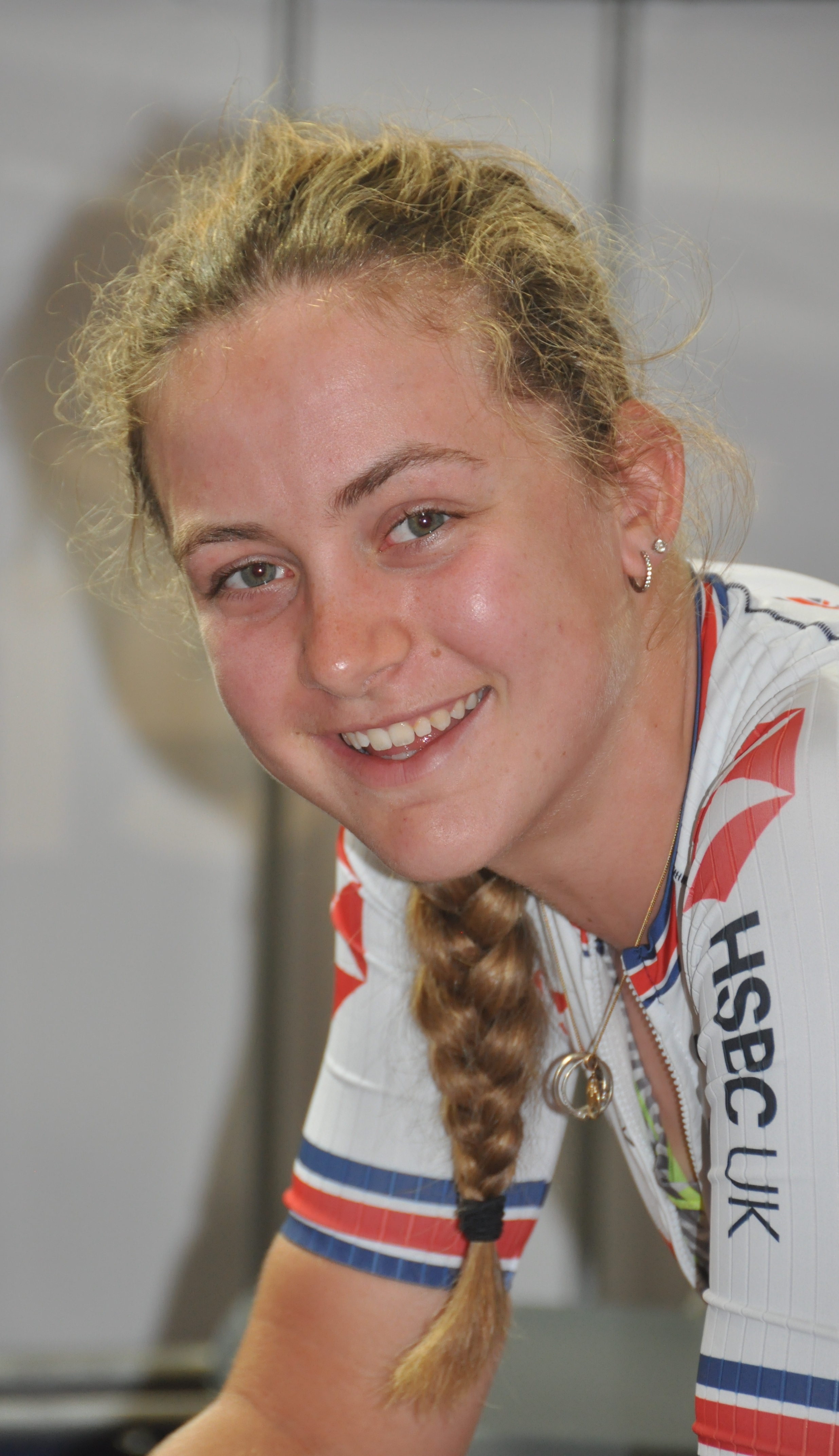
Zoe Bäckstedt

Zeitpunkt: 29. Januar 2022, 11:00 Uhr CST
Es gingen 24 Fahrerinnen aus 9 Nationen an den Start des aus 5 Runden bestehenden Parcours. Der Rennverlauf bestätigte die Ergebnisse des vorausgegangenen Weltcups; Favoritin Zoe Bäckstedt setzte sich gleich in der ersten Runde ab und fuhr einen ungefährdeten Sieg heraus, während Leonie Bentveld einen ebenso ungefährdeten zweiten Platz belegte. Lauren Molengraaf setzte sich ihrerseits in der dritten Runde von den übrigen Verfolgerinnen ab und vervollständigte das Podium.

## Aufgebote

### Bund Deutscher Radfahrer
- Männer: Marcel Meisen
- Frauen: Elisabeth Brandau
- Männer U23: Pascal Tömke
- Frauen U23: Judith Krahl, Clea Seidel
- Junioren: Silas Kuschla[28]

### Swiss Cycling
- Männer: Kevin Kuhn, Gilles Mottiez
- Männer U23: Dario Lillo, Loris Rouiller, Jan Sommer, Lars Sommer
- Männer U19: Jan Christen[29]

### Fédération du Sport Cycliste Luxembourgeois
- Frauen U23: Marie Schreiber[30]